# Austrocercella hynesi
Austrocercella hynesi är en bäcksländeart som beskrevs av Joachim Illies 1975. Austrocercella hynesi ingår i släktet Austrocercella och familjen Notonemouridae. Inga underarter finns listade i Catalogue of Life.